# 糟谷敏秀
糟谷 敏秀（かすたに としひで、1961年〈昭和36年〉7月12日 - ）は、日本の経済産業官僚。資源エネルギー庁電力・ガス事業部長、特許庁長官などを経て、東京ガス代表執行役副社長。

## 来歴
兵庫県加東市出身。兵庫県立小野高等学校を経て、1984年（昭和59年）3月東京大学法学部を卒業、同年4月に通商産業省に採用される。
ハーバード大学経営大学院留学を経て、通商交渉、流通産業などに携わり、通商産業省大臣官房人事企画官、機械情報産業局情報国際協力室長、経済産業省大臣官房企画官、経済産業省大臣官房参事官（国会担当）、製造産業局鉄鋼課長、産業技術環境局環境政策課長、経済産業省大臣秘書官事務取扱、経済産業省大臣官房政策評価広報課長、経済産業政策局企業行動課長、経済産業省大臣官房会計課長、通商政策局通商機構部長、資源エネルギー庁電力・ガス事業部長、経済産業省大臣官房総括審議官などを歴任。
製造産業局鉄鋼課長在任時には、EPAの交渉に携わった。
- 2015年（平成27年）6月17日、製造産業局長[5]。
- 2017年（平成29年）7月5日、経済産業政策局長[4]。
- 2018年（平成30年）7月25日、経済産業省大臣官房長[3]。
- 2020年（令和2年）7月20日、特許庁長官[2]。
- 2021年（令和3年）7月1日、退官[7]。
- 2021年（令和3年）11月2日、東京ガス参事[8]。
- 2022年（令和4年）4月1日、東京ガス執行役専務 海外事業カンパニー長[9]。
- 2023年（令和5年）4月1日、東京ガス代表執行役副社長 海外事業カンパニー長[10]。